# Castello di Dartmouth
Il castello di Dartmouth (in inglese: Dartmouth Castle) è un antico castello situato a Darthmouth, in Inghilterra, nel Regno Unito. L'edificio è situato sull'estuario del fiume Dart, a dirimpetto del Kingswear Castle, che si trova sull'altra sponda del corso d'acqua.

## Storia
Le prime fondamenta del castello di Dartmouth vennero gettate nelle vicinanze del fiume Dart durante gli anni ottanta del quattordicesimo secolo per rispondere a un potenziale attacco da parte dei francesi. Fra le mura dell'edificio vi era una cappella dedicata a Petroc. La struttura era dotata di catapulte e, forse, anche di cannoni primordiali.
Alla fine del XV secolo, il castello di Dartmouth fu ampliato con quello che è considerato il più antico esempio di torre costiera difensiva del Regno Unito, e dotato di una catena di ferro che, partendo dalla roccaforte, si estendeva fino alla torre di Godmerock, situata sull'altra sponda del fiume. Tale catena fungeva da barriera, e veniva innalzata durante gli attacchi fluviali nemici. Il timore di altri assedi da parte dei francesi, portò all'aggiunta di ulteriori batterie nell'edificio durante gli anni quaranta del Cinquecento.
Il castello di Dartmouth fu utilizzato dal 1642 al 1646 nel corso della guerra civile inglese. Essendo vulnerabile agli attacchi di terra, la fortezza dovette fare affidamento sul vicino forte di Gallants Bower.
Nel 1748 il castello fu dotato ancora una volta da una serie di dodici cannoni conosciuta come Grand Battery ("grandiosa batteria").
Dopo essere stato lasciato in uno stato di abbandono nel corso della prima metà del XIX secolo, nel 1859, il castello di Dartmouth venne provvisto di un moderno equipaggiamento militare. Nello stesso periodo, l'area in cui era collocato il forte perse di importanza strategica. Durante i primi anni del XX secolo, quando venne ritenuto ormai inutile a fini bellici, l'edificio divenne un'attrazione turistica. A partire dalla seconda guerra mondiale fino al 1955, il castello di Dartmouth venne temporaneamente adibito a struttura difensiva.
A partire dal XXI secolo, il castello di Dartmouth è gestito dall'English Heritage. La fortificazione venne visitata da 37.940 persone nel 2007.